# Mikita Korsun
Mikita Iwanawitsch Korsun (belarussisch Мікіта Іванавіч Корзун; * 6. März 1995 in Minsk) ist ein belarussischer Fußballspieler. Seit 2016 spielt er für Dynamo Kiew in der ukrainischen Premjer-Liha.

## Karriere

### Verein
Korsun begann seine Karriere in seiner Heimatstadt in der Akademie des FK Dinamo Minsk. Im Alter von 17 Jahren debütierte er im November 2012 in der Wyschejschaja Liha. Im Oktober 2014 spielte er erstmals in der Europa League, als er im Hinspiel gegen EA Guingamp in der Schlussphase eingewechselt wurde. Im Februar 2016 wechselte er in die Ukraine zu Dynamo Kiew.

### Nationalmannschaft
Korsun spielte für diverse belarussische Jugendnationalteams. Im November 2013 debütierte er im U-21-Nationalteam. Im Mai 2016 wurde er erstmals ins A-Nationalteam berufen und gab beim 0:3 im Testspiel in Belfast gegen Nordirland sein Länderspieldebüt.

## Erfolge
- Ukrainischer Meister: 2016